# Call of Duty 2: Big Red One
Call of Duty 2: Big Red One — відеогра у жанрі тривимірного шутера від першої особи на тему Другої світової війни, розроблена компанією Treyarch, і видана компанією Activision PlayStation 2 та Xbox у 2005 році. Гра доповнює оригінальну Call of Duty 2, що вийшла того ж року на PC і Xbox 360, і розповідає про бої, в яких брала участь 1-а піхотна дивізія США, відома як «Big Red One».

## Ігровий процес
У цілому нині, гра аналогічна попереднім частинам у плані геймплею.
Було покращено штучний інтелект. Ворог перемовляється між собою, розумно розподіляючи свої сили та плануючи подальші дії. Штучний інтелект союзників також змінився: тепер він дозволяє прикривати гравця та повідомляти про місцезнаходження супротивника.
Call of Duty 2: Big Red One є останньою частиною серії Call of Duty, де ще є шкала здоров'я, а також частиною в якій не називають ім'я протагоніста, а тільки називають його звання.

## Місії

### Пролог
- Бувало і гірше

Мобіж, Франція. 7 вересня 1944, Ролланд Роджер  
 Захопіть Мобіж

### Північна Африка
- Хрещення вогнем

Оран, Алжир. 8 листопада 1942, Ролланд Роджер  
 Захопіть аеродром
- Танкісти

Північна Африка, Туніс. 13 лютого 1943, Ролланд Роджер  
 Знищте танки, зенітки та артилерії
- Лис пустелі

Перевал Кассерін, Туніс. 17 лютого 1943, Ролланд Роджер  
 Відобразіть контратаки на перевалі
- Контратака

Кассерін, Туніс. 22 лютого 1943, Ролланд Роджер  
 Відобразіть контратаки в місті
- Ліберейтори

У берегів Оран, Алжир. 8 листопада 1942, Стефан Роджер  
 Знищити станцію та командний бункер

### Сицилія
- Операція Хаскі

 Пляж Джела, Італія. 10 липня 1943, Ролланд Роджер  
 Пробитися в пляж і місто
- Піано Люпо

Піано Люпо, Сицилія, Італія. 11 липня 1943, Ролланд Роджер  
 Знищити Штуки та німецьку дивізію Германа Геринга
- Прощання з друзями

Троїна, Італія. 5 серпня 1943, Ролланд Роджер  
 Захопіть зенітки

### Західна Європа
- Великий хрестовий похід

Омаха-Біч, Нормандія, Франція. 6 червня 1944, Ролланд Роджер  
 Пробитися в пляж і захопіть Flak 88
- Легка частина

Монс, Бельгія. 2 вересня 1944 року, Ролланд Роджер  
 Знищити німецьку батарею
- Холм Розп'яття

Айлендорф, Німеччина. 14 вересня 1944, Ролланд Роджер  
 Знищте артилерію
- Останній поїзд

Передмістя Буххольц, Німеччина. 19 січня 1945 року, Ролланд Роджер  
 Захопіть залізничну станцію
- Зуби дракона

Лінія Зігфріда, Німеччина. 19 січня 1945, Ролланд Роджер  
 Забезпечте танки Паттона, щоб припинити Лінію Зігфріда

## Персонажі
- Рядовий Ролланд Роджер — головний герой
- Бомбардир Стефан Роджер — брат Ролланда
- Фахівець Віктор «Вік» Денлі
- Капітан Глен «Хоук» Хоккінс — командир загону Роджера, отримав тяжке поранення
- Капрал Джон «Смітті» Сміт
- Рядовий Мінні «Меллю» Кастільо загинув при зіткненні з деревом
- Капітан Норман Делані — замінив Хоккінса
- Сержант Стівен «Професор» Келлі
- Рядовий 1-го класу Енді Аллен — новобранець, загинув у своєму першому бою
- Рядовий Елвін «Бруклін» Блумфілд загинув при артобстрілі

## Відгуки
| Агрегатор  | Оцінка                              |
| ---------- | ----------------------------------- |
| Metacritic | XBOX: 78/100 PS2: 77/100 GC: 76/100 |

Гра отримала позитивні відгуки критиків.